# La Peza
La Peza – gmina w Hiszpanii, w prowincji Grenada, w Andaluzji, o powierzchni 101,29 km². W 2014 roku gmina liczyła 1263 mieszkańców.
Leży na zboczach Monterrosado, twarzą do północnej ściany Sierra Nevada.